# 616688 Gaowei
616688 Gaowei è un asteroide della fascia principale. Scoperto nel 2016, presenta un'orbita caratterizzata da un semiasse maggiore pari a 2,5752905 au e da un'eccentricità di 0,2315457, inclinata di 27,79178° rispetto all'eclittica.
L'asteroide è dedicato all'astronomo cinese Gao Wei.